# Oakville—Milton
Pour les articles homonymes, voir Oakville et Milton.
Circonscription électorale fédérale du Canada
Oakville—Milton ert une circonscription électorale fédérale de l'Ontario représentée de 1988 à 1997.
La circonscription d'Oakville—Milton est créée en 1987 d'une partie de Halton. Abolie en 1996, elle est redistribuée parmi Halton et Oakville.

## Géographie
En 1987, la circonscription de Oakville—Milton comprenait:
- La ville d'Oakville
- Une partie de la ville de Milton, délimitée par Tremaine Road et par la Macdonald-Cartier Freeway

## Députés
| Législature                           | Années    | Député | Député       | Parti                     |
| ------------------------------------- | --------- | ------ | ------------ | ------------------------- |
| Oakville—Milton issue de Halton       |           |        |              |                           |
| 34e                                   | 1988–1993 |        | Otto Jelinek | Progressiste-conservateur |
| 35e                                   | 1993–1997 |        | Bonnie Brown | Libéral                   |
| Redistribuée parmi Oakville et Halton |           |        |              |                           |